# Mimura Kakuicsi
Mimura Kakuicsi (Tokió, 1931. augusztus 16. – 2022. február 19.) japán válogatott labdarúgó.
A japán válogatott tagjaként részt vett az 1956. évi nyári olimpiai játékokon.

## Statisztika
| Japán válogatott | Japán válogatott | Japán válogatott |
| Időszak          | Mérk.            | gól              |
| ---------------- | ---------------- | ---------------- |
| 1955             | 4                | 0                |
| Összesen         | 4                | 0                |